# Apple USB Mouse
El Apple USB Mouse , comúnmente llamado "Hockey puck"  (llamado así por su forma redonda inusual), es un mouse lanzado por Apple Inc.  Se lanzó por primera vez cuando se incluyó con el iMac G3 de Bondi Blue en 1998 y se incluyó con todas las Mac de escritorio sucesivas durante los próximos dos años.  Fue el primer mouse de Apple lanzado comercialmente para usar el formato de conexión USB y no el bus de escritorio de Apple (ADB).  Es ampliamente considerado como uno de los peores errores de Apple.

## Diseño y crítica

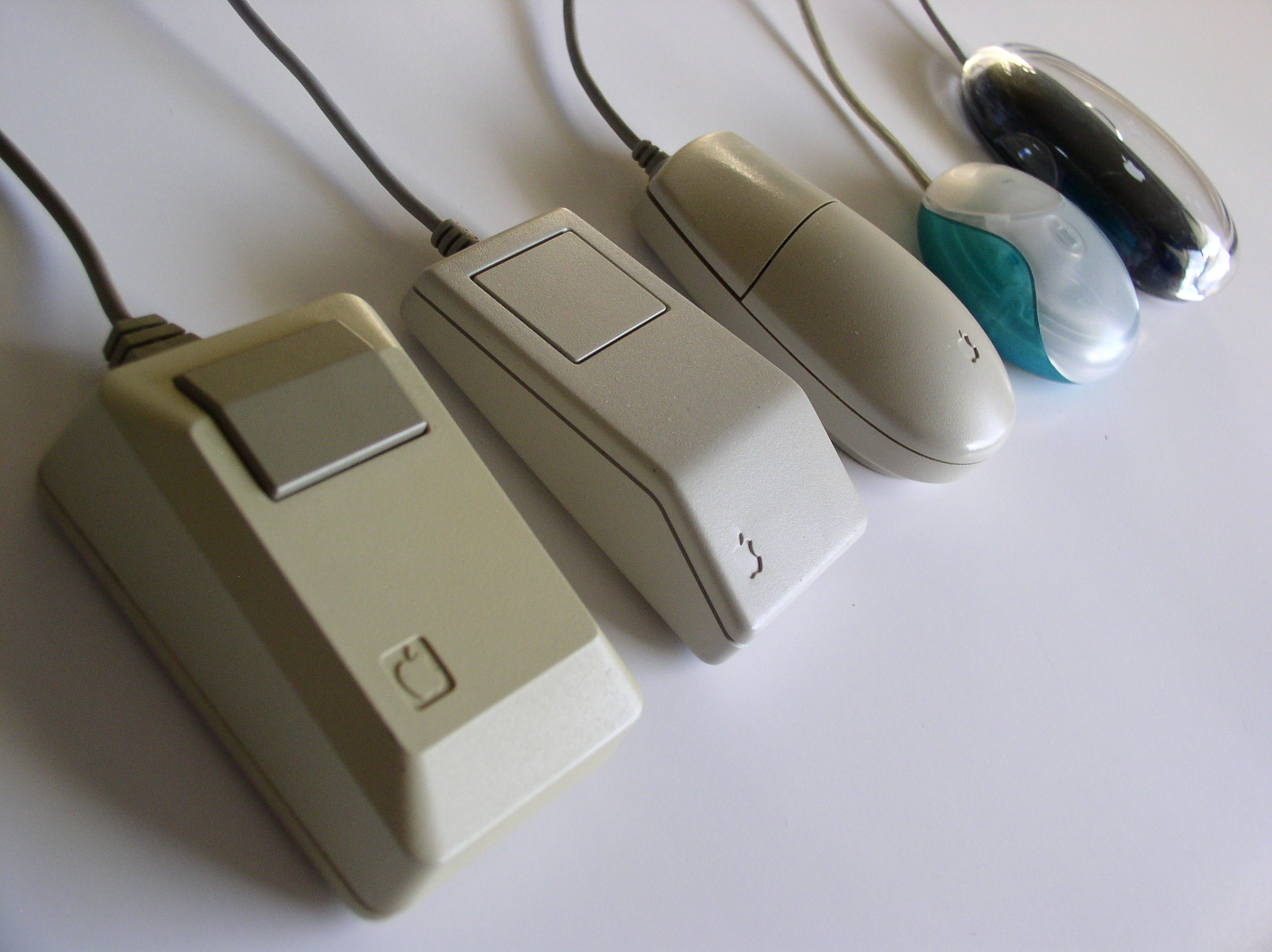
Ratones Apple: De izquierda a derecha: Ratón Macintosh, Ratón Apple Desktop Bus, Ratón Apple Desktop Bus II, Ratón USB Ratón Pro

A diferencia del Mouse II que lo precedió, el mouse "puck de hockey" usaba una forma circular; Tiene un solo botón del mouse ubicado en la parte superior, como los ratones Apple anteriores.  La forma redonda del ratón es ampliamente considerada torpe, debido a su pequeño tamaño y tendencia a rotar en uso.  El ratón de grafito tiene una sangría sobre dónde hacer clic.  Esta fue una de las principales causas del éxito de los adaptadores Griffin iMate ADB a USB, ya que permitieron el uso del ADB Mouse II más antiguo y más cómodo con esos iMacs.  Hubo algunos productos como el iCatch , una carcasa que se adjunta al mouse USB para darle la forma elíptica del mouse ADB.
Otra falla introducida en el mouse USB de Apple, compartida con todas las ofertas USB de Apple, es el cable atípicamente corto.  Aunque la intención de su uso a través del hub integrado en los teclados de Apple, la transición de Apple a USB coincidió con la reubicación de los puertos en sus portátiles desde el centro hasta el borde izquierdo. 

## Legado
En el 2000, el Apple USB Mouse fue reemplazado por el Apple Pro Mouse. 

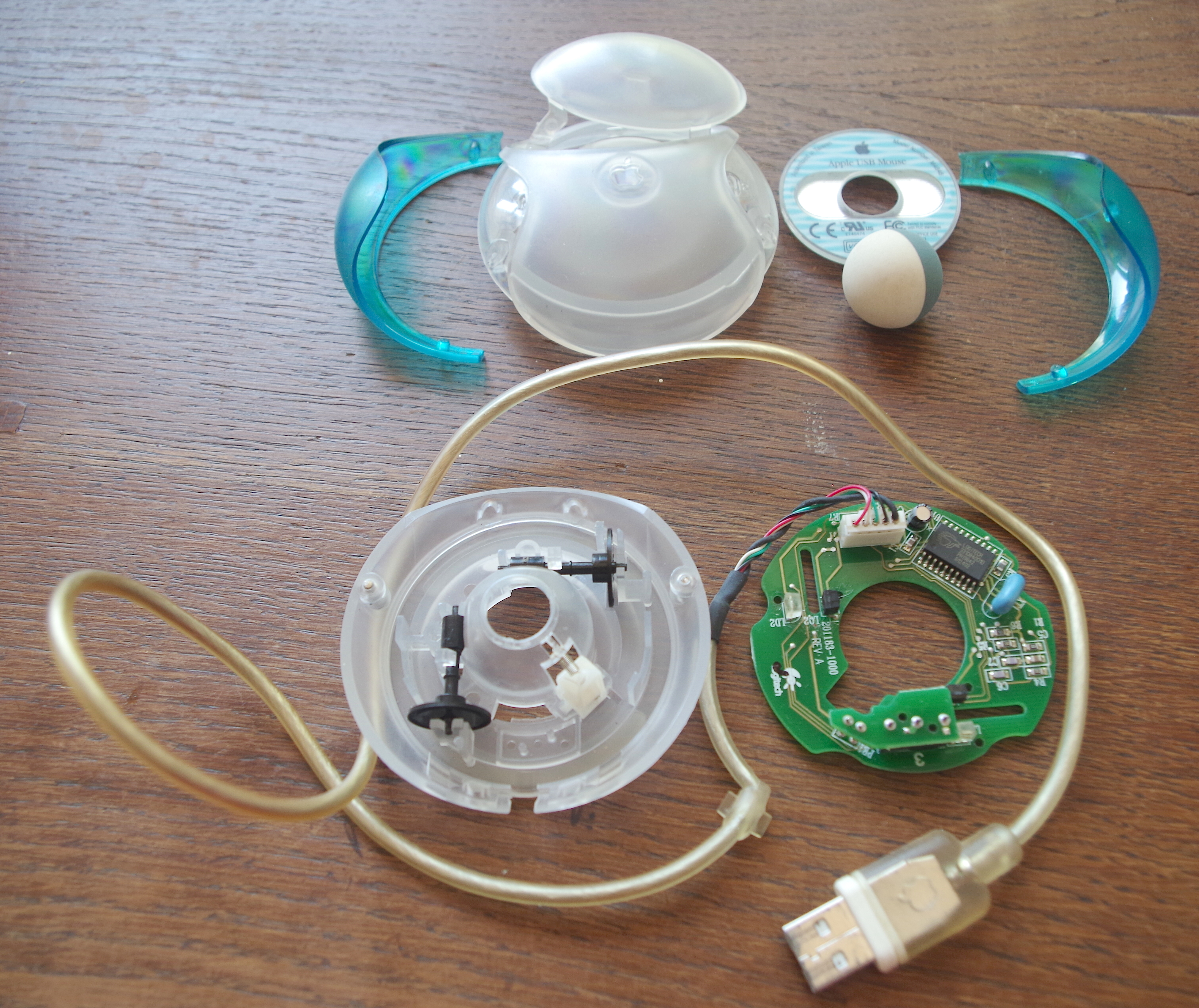
Disassembled Bondi Blue USB mouse

| Color      | Lanzado con                                                               |
| ---------- | ------------------------------------------------------------------------- |
| Bondi Blue | iMac G3                                                                   |
| Blueberry  | iMac G3 y Power Mac G3 Blue and White                                     |
| Strawberry | iMac G3                                                                   |
| Grape      | iMac G3                                                                   |
| Lime       | iMac G3                                                                   |
| Tangerine  | iMac G3                                                                   |
| Graphite   | iMac G3 DV Special Edition (slot loading) y Power Mac G4 Yikes y Sawtooth |